# Emrah Başsan
Emrah Başsan (Gebze, 17 april 1992) is een Turks profvoetballer die als middenvelder speelt.

## Clubcarrière
Başsan begon bij Pendikspor en speelde van 2011 tot 2016 voor Antalyaspor. Hij werd vervolgens gecontracteerd door Galatasaray dat hem respectievelijk verhuurde aan Çaykur Rizespor en Fortuna Sittard.  Na een kort avontuur in Portugal bij Vitória FC, keerde terug naar Turkije.
Başsan was Turks jeugdinternational.